# ورا والدز

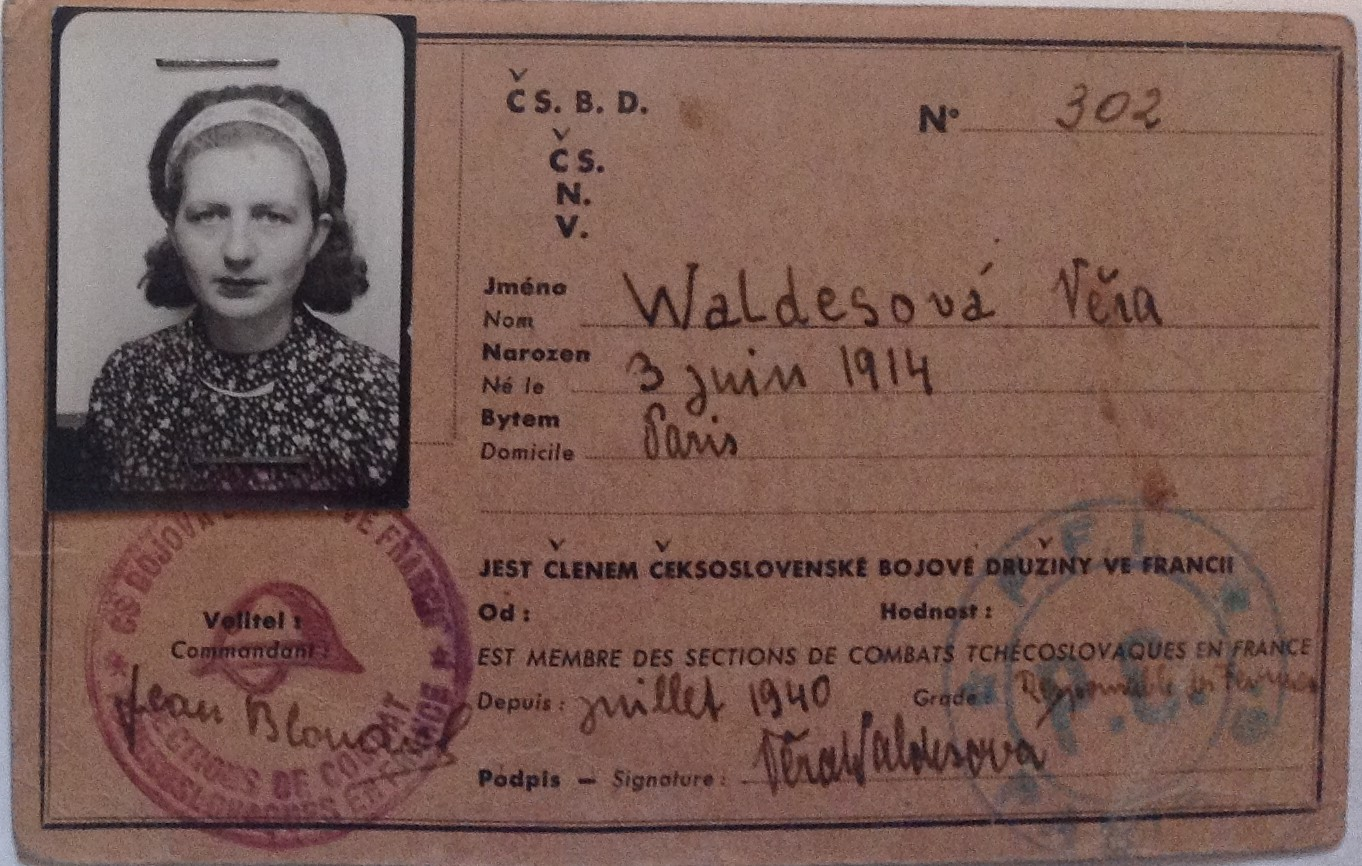
کارت هویت ورا والدز هرومادکوا در جنگ جهانی دوم در فرانسه

ورا والدز هرومادکوا (به انگلیسی: Věra Waldes - Hromádková) (۳ ژوئن ۱۹۱۴–۲۴ نوامبر ۱۹۹۵) یک مبارز برجسته در مقاومت کمونیستی ضد نازی در پاریس در طول جنگ جهانی دوم بود.

## زندگی‌نامه
ورا در شهر درسدن در آلمان به دنیا آمد و پدر او، یک کارآفرین ثروتمند چکی و برادر جیندرک والدز بود. او حاضر به مهاجرت به ایالات متحده با خانواده اش نشد و به‌جای آن به مقاومت ضد نازی در فرانسه پیوست. در پاریس او با یکی از رهبران مقاومت چک در منطقه پاریس، اتاکار هرومادکو، ازدواج کرد. بین سال‌های ۱۹۴۵ و ۱۹۶۸ او در چکسلواکی زندگی می‌کرد و پس از حمله پیمان ورشو به چکسلواکی در سال ۱۹۶۸ به سوئیس مهاجرت کرد. پس از انقلاب مخملی چکسلواکی در سال ۱۹۸۹، او تلاش کرد بخشی از اموال خانواده اش را در جمهوری چک به دست آورد.